# Ларріс-Крік
Ларрис-Крик (англ. Larrys Creek) — річка в США, штаті Пенсільванія, окрузі Лайкомінґ завдовжки 36,9 км. Притока Західної гілки Саскуехани і належить до басейну Чесапікської затоки. Площа її басейну становить 231 км². Тече на південь з Аллеганського плато в Ridge-and-valley Appalachians через пісковики, вапняки і глинясті сланці, які належать до девонського, міссісіпського і пенсільванського періодів.
Першими зафіксованими жителями долини були представники народу саскуеханнок, а потім делавари та інші племена. Великий шамокінський шлях перетинав річку поблизу її гирла, де до 1769 року проживав Ларрі Берт, перший європейський поселенець, який і дав річці теперішню назву. У XIX столітті річка Ларрис-Крик та її басейн були центром лісозаготівлі та суміжних галузей. Тут були розташовані 53 тартаки, млини, шкіряні гарбувальні, вугільні та залізні копальні. Стаття в газеті 1903 року стверджувала: «Жодний інший потік у країні не має такої великої кількості млинів на такій малій території». Для перевезень використовували дерев'яну дорогу, яка впродовж десятиліть пролягала вздовж річки.
Станом на 2006 рік 83,1 % басейну Ларрис-Крик займають ліси і 15,7 % сільськогосподарські угіддя. Майже 3600 га вторинного лісу являють собою природоохоронні суспільні і приватні землі для полювання і рибальства (форель). Річка очистилась від колишніх індустріальних забруднень і тепер вода в ній являє собою «надзвичайно мальовничий, гірський, пінний потік» для веслування на каное. Попри поверхневе водовідведення для сільського господарства і невелику кількість кислих шахтних вод, якість води досить висока і фільтрувальна станція забезпечує нею близько 2500 споживачів.

## Назва
Ларрис-Крик названий на честь Ларрі Берта, першого європейського поселенця в цьому регіоні, який проживав поблизу гирла в поселенні, що має назву присілок Ларрис-Крик у тауншіпі Паєтт. Він займався торгівлею з індіанцями і, за переказами, які передав Мегіннесс (1892), мав дружину індіанського походження. Ларрі Берт вже був там, коли 1769 року через той район проходили топографи. Вони досліджували землю, яку колоніальній уряд Пенсільванії купив 5 листопада 1768 року як частину «Нової купівлі» згідно з першим Договором форту Стенвікс. Але Ларрі Берт зник через деякий час після цього, ймовірно вирушивши на захід разом з індіанцями, які покинули цей регіон.
Ларрис-Крик є єдиним великим струмком в окрузі Лайкомінґ, для якого невідома індіанська назва. Станом на 2006 це єдиний струмок, який має назву «Larrys Creek» на мапах геологічної служби США.
Річка дала свою назву присілку біля гирла, а також на честь Ларрі Берта назване селище Ларрівіль (англ. Larryville) вище за течією. Притоки Перша розвилка (англ. First Fork) і Друга розвилка (англ. Second Fork) названі так у порядку проходження, якщо підніматися вверх за течією. Тут слово «розвилка» позначає головну притоку. Головна притока Другої розвилки має назву Струмок Лоуша (англ. Lawshe Run), на честь Роберта Лоуша (англ. Robert Lawshe), який заснував шкіряну гарбувальню в боро Салладасберг. Мала притока Струмок Сілі (англ. Seeley Run), що впадає в річку біля Ларрівілля, названа на честь містера Сілі, який побудував перший тартак на Ларрис-Крик у 1796 році.

## Річище
Ларрис-Крик це єдиний водний басейн на території округу Лайкомінґ, який повністю розташований в межах округу. Округ Лайкомінґ розташований за 210 км на північний захід від Філадельфії і за 266 км на північний схід від Піттсбурга. Відстань від впадіння Ларрис-Крик у Західну гілку Саскуехани до її злиття з основною гілкою Саскуеханни у борі Нотумберленд становить 85,3 км. Витік розташований на півночі округу Лайкомінґ у тауншіпі Коган Гаус, одразу на південь від присілка Парова Лощина (англ. Steam Valley) на висоті 530 м. Звідти річка тече на захід — південний захід через селище Будинок Когана [Архівовано 22 січня 2021 у Wayback Machine.] (англ. Cogan House) під мостом Критим мостом Коган Гаус.
Потім течія прямує на південь через полювальні угіддя штату Пенсільванія номер 114. Там вона тече впродовж 4,8 км і вздовж неї пролягає лише стежка або ґрунтова дорога. Перетинає короткий відрізок через Міффлін Тауншип і прямує на південний схід у Ентоні Тауншип, де покидає полювальні угіддя штату Пенсільванія і проходить через фільтрувальну станцію. Там на ній побудована дамба заввишки 2,6 м і завширшки 16 м. Далі на схід за 16,7 км від гирла з лівого берега її поповнює притока Бурхливий Струмок (англ. Roaring Run), в яку впадає єдиний у басейні злив кислих шахтних вод.
Потім Ларрис-Крик прямує на південний захід знову в межі Міффлін Тауншип, де перетинає містечко Салладасбург. Від кордону селища до містечка вздовж річки пролягає пенсільванська траса 973. В Саладасбурзі Ларрис-Крик приймає свою найбільшу притоку (праву) під назвою Друга розвилка за 9,3 км від гирла.
Друга розвилка бере початок в селищі Будинок Когана поблизу селища Біла Сосна (англ. White Pine) і тече на південь через селище Берег Струмка (англ. Brookside), потім кілька миль через тауншіп Каммінгс і, нарешті, через тауншіп Міффлін і Салладасбург. Головною притокою Другої розвилки є Струмок Лоуша. Пенсільванська траса 287 пролягає паралельно до Другої розвилки по всій її довжині і продовжується паралельно до Ларрис-Крик від Салладасбурга на південь до свого закінчення в трасі США 220 (поблизу гирла).